# Jorge Meré
Jorge Meré (Oviedo, 1997. április 17. –) spanyol labdarúgó, a Cádiz játékosa kölcsönben a Club América csapatától. 

## Pályafutása

### Sporting Gijón
Jorge Meré Oviedo-ban született, 1997. április 17-én. 2005-ben lett a város elsőszámú labdarúgócsapatának, a Real Oviedo játékosa. 2010-ben azonban a szomszédos nagyváros csapata, a Sporting de Gijón igazolta le. 2013-ban mutatkozott be a klub második számú csapatánál. Itt két szezont játszott, míg fel nem került a Rojiblancos felnőttkeretébe. 

### Köln
2017. július 20-án a Meré az 1. FC Köln-höz igazolt, és egy ötéves szerződést írt alá. Az első mérkőzésére a Bundesligában szeptember 9-én került sor, amikor a 0–3-ra elvesztett meccs második felét játszotta Augsburg ellen. 
2018. február 2-án Meré megszerezte első gólját, a 2–3-as otthoni vereséggel végződő Borussia Dortmund elleni találkozón.

### Club América
2022. január 18-án a mexikói Club América csapatába szerződött.

## Statisztika
2019. április 18-án frissítve.
| Szezon   | Klub             | Bajnokság          | Bajnokság       | Bajnokság | Kupa            | Kupa  | Nemzetközi      | Nemzetközi | Továbbiak*      | Továbbiak* | Összesen        | Összesen |
| Szezon   | Klub             | Bajnokság          | Pályára lépések | Gólok     | Pályára lépések | Gólok | Pályára lépések | Gólok      | Pályára lépések | Gólok      | Pályára lépések | Gólok    |
| -------- | ---------------- | ------------------ | --------------- | --------- | --------------- | ----- | --------------- | ---------- | --------------- | ---------- | --------------- | -------- |
| 2013–14  | Sporting Gijón B | Segunda División B | 19              | 0         | 0               | 0     | 0               | 0          | 0               | 0          | 19              | 0        |
| 2014–15  | Sporting Gijón B | Segunda División B | 28              | 3         | 0               | 0     | 0               | 0          | 0               | 0          | 28              | 3        |
| Összesen | Összesen         | Összesen           | 47              | 3         | 0               | 0     | 0               | 0          | 0               | 0          | 47              | 3        |
| 2014–15  | Sporting Gijón   | LaLiga             | 5               | 0         | 0               | 0     | 0               | 0          | 0               | 0          | 19              | 0        |
| 2015–16  | Sporting Gijón   | LaLiga             | 25              | 0         | 1               | 0     | 0               | 0          | 0               | 0          | 26              | 0        |
| 2016–17  | Sporting Gijón   | LaLiga             | 31              | 0         | 1               | 0     | 0               | 0          | 0               | 0          | 32              | 0        |
| Összesen | Összesen         | Összesen           | 61              | 0         | 2               | 0     | 0               | 0          | 0               | 0          | 63              | 0        |
| 2017–18  | 1. FC Köln       | Bundesliga         | 21              | 1         | 1               | 0     | 3               | 0          | 0               | 0          | 25              | 1        |
| 2018–19  | 1. FC Köln       | Bundesliga         | 22              | 0         | 2               | 0     | 0               | 0          | 0               | 0          | 24              | 0        |
| Összesen | Összesen         | Összesen           | 43              | 1         | 3               | 0     | 3               | 0          | 0               | 0          | 49              | 1        |
| ÖSSZESEN | ÖSSZESEN         | ÖSSZESEN           | 151             | 4         | 5               | 0     | 3               | 0          | 0               | 0          | 159             | 4        |

## Sikerei, díjai

### Klub
- Köln
  - Bundesliga 2: 2018–19[3]

### Válogatott
- Spanyolország U19
  - U19-es labdarúgó-Európa-bajnokság: 2015

- Spanyolország U21
  - U21-es labdarúgó-Európa-bajnokság: 2019